# 亚历山大街

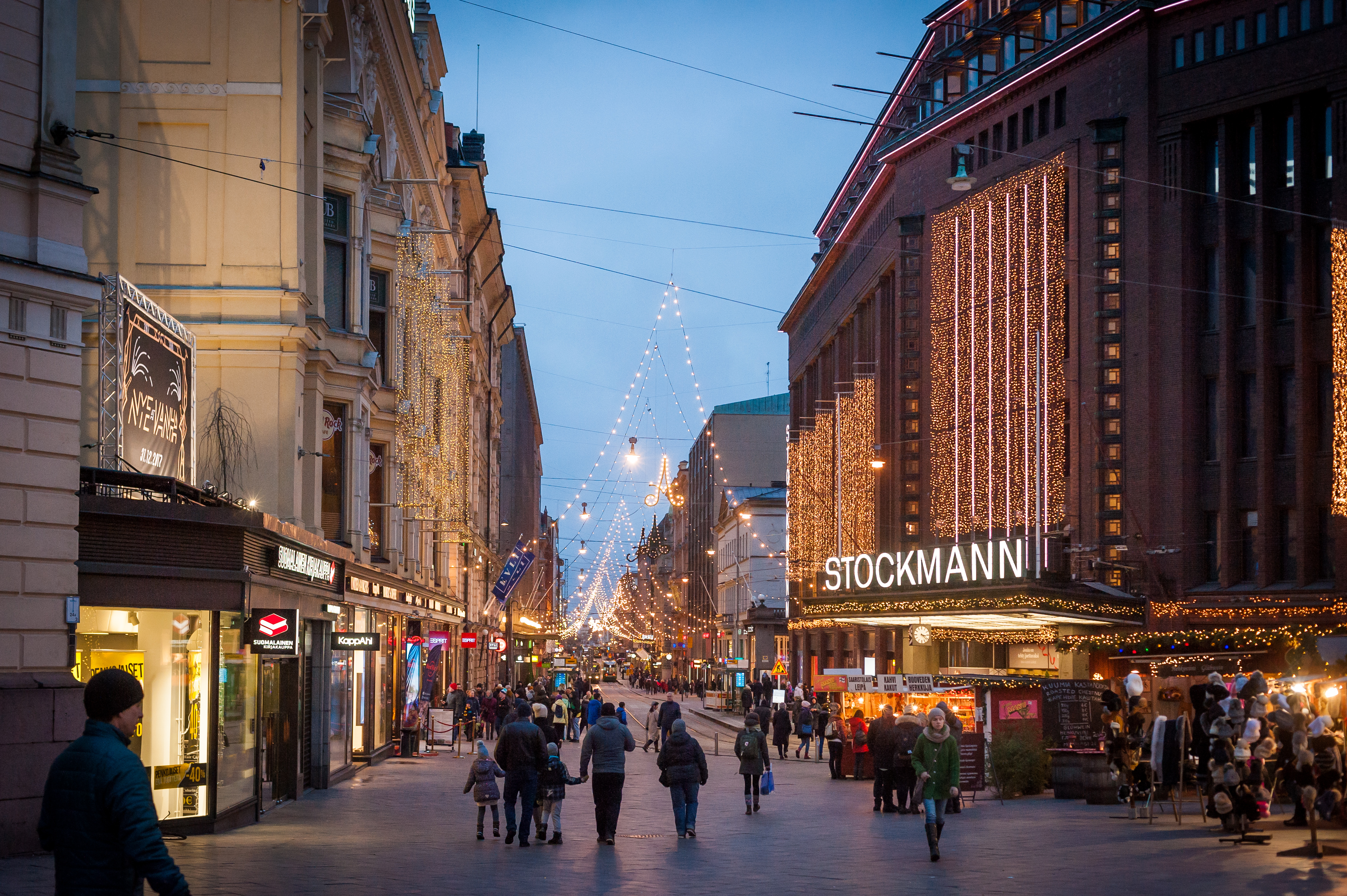
亚历山大街

亚历山大街（芬蘭語：Aleksanterinkatu）是芬兰首都赫尔辛基市中心的一条街道，也是全市的商業重心所在。在卡尔·卢德维格·恩格尔的城市规划中，这是全市主要的东西向街道，在元老院廣場穿越南北向主街道联盟街（Unioninkatu）。
亚历山大街开始于总统府附近，然后与赫尔辛基最长的街道曼纳海姆路交汇。它经过一些著名建筑，例如贵族院（Ritarihuone）、赫尔辛基主教座堂、北欧银行、赫尔辛基大学主楼和斯托克曼旗舰店。
亚历山大街得名于俄国沙皇亚历山大一世。其原名为“大街”（芬蘭語：Suurkatu），沙皇死后在1833年以他命名。穿越亚历山大街的街道则以沙皇的母亲、兄弟和姊妹命名。
在圣诞节的时候，亚历山大街按照传统装饰着精心制作的圣诞灯饰。
2、3、4、4T、7A和7B路电车沿着亚历山大街运行。其中，只有4和4T走完街的全长。
拉赫蒂、坦佩雷和奥卢等其他芬兰其它城市的主要街道也命名为亚历山大街。 
在芬兰语版的游戏中，有一格物业为亚历山大街。